# Arthur Daxhelet
Arthur Edouard Marie Daxhelet, né le 3 août 1865 à Marneffe et mort le 9 janvier 1927 à Ixelles, était un écrivain, essayiste et poète belge.
Après avoir étudié à l'École Normale des Humanités, il devint vers 1887-1889 professeur de rhétoriques française et latine  à l’Athénée Royal de Bruges, puis à celle d'Ixelles vers 1907. Il fut nommé directeur de l'administration centrale du ministère des Sciences et des Arts en 1920, puis en 1922 directeur général de l’Administration des Beaux-Arts, des Lettres et des Bibliothèques publiques. 

## Décoration
Il fut fait chevalier (1908) puis officier (1920) de l'Ordre de Léopold, et enfin commandeur de l'Ordre de la Couronne en 1926, un an avant sa mort.